# 펜서콜라 베이 센터
펜서콜라 베이 센터(Pensacola Bay Center)는 미국 플로리다주 펜서콜라에 위치한 실내 경기장이다. 과거 ECHL 펜서콜라 아이스 파일럿츠의 홈경기장으로 사용했으면, 현재 SPHL 펜서콜라 아이스 플라이어스의 홈경기장으로 사용하고 있다.